# الطابور الخامس والقصص التسع والأربعون الأولى
الطابور الخامس والقصص التسع والأربعون الأولى (بالإنجليزية: The Fifth Column and the First Forty-NineStories)‏ مختارات أدبيَّة من أعمال الكاتب الأمريكي إرنست همنغواي. نُشِر الكتاب في 14 أكتوبر من العام 1938، ويحتوي على المسرحية الوحيدة التي ألَّفها همنغواي، تحت عنوان «الطابور الخامس»، بالإضافة إلى تسع وأربعين قصة قصيرة نُشِر بعضها مُسبقاً في مجموعات قصصية، واشتمل الكتاب أيضاً على بعض قصصه الطويلة.

## المحتويات
تدور أحداث مسرحية «الطابور الخامس» في إسبانيا أثناء الحرب الأهلية الإسبانية. الشخصية الرئيسية في المسرحية هو «فيليب رولينجز»، وهو عميل سري أمريكي الأصل لصالح الجمهورية الإسبانية الثانية. عقب نشر الكتاب لم تحظى المسرحية باهتمام ملفت، وطغت شهرة القصص القصيرة على المسرحية.
يحتوي الكتاب على تسع وأربعين قصة قصيرة، كما يدلُّ على ذلك العنوان، واشتمل الكتاب على قصص سبق أن نُشِرَت في مجموعات قصصية، وتضمَّن الكتاب كامل القصص من المجموعات القصصية التالية: «في وقتنا»، و«رجال بلا نساء»، و«الفائز لا يأخذ شيئاً». وأضاف همنغواي ثلاث قصص نُشِرت منفصلة في السابق إلى هذه المجموعة: «حياة فرانسيس ماكومبر السعيدة القصيرة»، و«ثلوج كليمنجارو»، و«عاصمة الدنيا»، و«الرجل المسنُّ فوق الجسر»، بالإضافة إلى أول أعماله على الإطلاق «في ميشيغن».
| 1. «حياة فرانسيس ماكومبر السعيدة القصيرة» 2. «عاصمة الدنيا» 3. «ثلوج كليمنجارو» 4. «الرجل المسنُّ فوق الجسر» 1. «في ميشيغن» 1. «على رصيف الميناء في إزمير» 2. «المخيم الهندي» 3. «الطبيب وزوجته» 4. «نهاية شئ ما» 5. «ثلاثة أيام من الهبوب» 6. «المحارب» 7. «قصة قصيرة جدا» 8. «بيت جندي» 9. «الثائر» 10. «السيد إليوت وزوجته» 11. «قطة تحت المطر» 12. «في غير أوانه» 13. «ثلج للتزلج» 14. «والدي» 15. «النهر الكبير ذو القلبين» (الجزء الأول) 16. «النهر الكبير ذو القلبين» (الجزء الثاني) | 1. «الصامد» 2. «في بلاد أخرى» 3. «تلال كالفيلة البيضاء» 4. «القاتلان» 5. «ماذا يقول لك الوطن؟» 6. «خمسون ألف دولارا» 7. «تساؤل بسيط» 8. «عشرة هنود» 9. «كناري لرواحد» 10. «أنشودة من جبال الألب» 11. «سباق تتابع» 12. «اليوم هو الجمعة» 13. «قصة عادية» 14. «ها أنا أستلقي للنوم» 1. «بعد العاصفة» 2. «مكان نظيف جيد الإضاءة» 3. «منارة الدنيا» 4. "God Rest You Merry, Gentlemen" 5. «البحر سلطان» 6. «دربك محال محال» 7. «أم المخنَّث» 8. «كتبت إحدى القارئات» 9. «بطاقة ثناء إلى سويسرا» 10. «يوم من الانتظار» 11. «التاريخ الطبيعي للأموات» 12. «نبيذ وايمونغ» 13. «المقامر والراهبة والمذيع» 14. «آباء وأبناء» |